# Sipsi-ilban
Sipsi-ilban (십시일반?), noto anche con il titolo internazionale Chip In, è un drama coreano del 2020, diretto da Jin Chang-gyu e trasmesso da MBC TV.

## Trama
Yoo In-ho è un celebre pittore che si trova in fin di vita; dato il suo ingente patrimonio, l'intera famiglia decide di riunirsi per mettersi d'accordo riguardo alla divisione dei beni. Nel frattempo iniziano a verificarsi numerosi eventi "misteriosi", tra cui l'invio di lettere minatorie e alcune aggressioni, una delle quali culmina nell'omicidio.